# Extended Tiny Encryption Algorithm
Der XTEA (eXtended Tiny Encryption Algorithm) ist eine Blockchiffre, die als Verbesserung der Blockchiffre TEA entwickelt wurde. XTEA ist wie TEA bekannt für ihre einfache Beschreibung und Implementierung. Der Code als C-Programm umfasst nur einige Zeilen. XTEA wurde von David Wheeler und Roger Needham an der Universität Cambridge im Jahr 1997 entwickelt. XTEA ist wie auch sein Vorgänger TEA frei von Patenten.

## Eigenschaften
XTEA ist eine Feistelchiffre mit 64 Bit großen Datenblöcken und einem 128 Bit langen Schlüssel. In der Regel werden 64 Runden = 32 Zyklen berechnet (empfohlener Wert, kann auch geändert werden). Der Mechanismus zur Erzeugung der Rundenschlüssel ist sehr einfach gehalten. Das Einbringen eines sogenannten Deltas, das wie bei TEA als {\displaystyle \lfloor ({\sqrt {5}}-1)\cdot 2^{31}\rfloor } definiert ist, verhindert einen Angriff, der die Symmetrie der einzelnen Runden ausnutzt. Allerdings wird bei XTEA das Delta anders in die Runde eingebracht, was hauptsächlich die Stärkung der Verschlüsselung bewirkt.
2009 präsentierte Jiqiang Lu einen Related-key rectangle attack auf 36 Runden. Dieser Angriff betrifft bis zum Stand 2015 die höchste Rundenanzahl.
Andrey Bogdanov und Meiqin Wang stellten 2012 außerdem eine Zero correlation linear cryptanalysis auf 27 Runden XTEA vor.

## Referenzcode
Es folgt die Adaptierung der Referenzimplementierung der Ver- und Entschlüsselungsroutinen in C, die als Public Domain von David Wheeler und Roger Needham veröffentlicht wurde:
```
#include
 
<stdint.h>

/* gegeben sind 64 Datenbits in v[0] und v[1] und 128 Schlüsselbits in k[0] bis k[3] */

/* Die Daten werden mit 2 * num_cycles Runden verschlüsselt */

void
 
encipher
 
(
unsigned
 
int
 
num_cycles
,
 
uint32_t
 
v
[
2
],
 
uint32_t
 
const
 
k
[
4
])
 
{

    
unsigned
 
int
 
i
;

    
const
 
uint32_t
 
delta
 
=
 
0x9E3779B9
;

    
uint32_t
 
v0
 
=
 
v
[
0
],
 
v1
 
=
 
v
[
1
],
 
sum
 
=
 
0
;

    
for
 
(
i
=
0
;
 
i
 
<
 
num_cycles
;
 
i
++
)
 
{

        
v0
 
+=
 
(((
v1
 
<<
 
4
)
 
^
 
(
v1
 
>>
 
5
))
 
+
 
v1
)
 
^
 
(
sum
 
+
 
k
[
sum
 
&
 
3
]);

        
sum
 
+=
 
delta
;

        
v1
 
+=
 
(((
v0
 
<<
 
4
)
 
^
 
(
v0
 
>>
 
5
))
 
+
 
v0
)
 
^
 
(
sum
 
+
 
k
[(
sum
>>
11
)
 
&
 
3
]);

    
}

    
v
[
0
]
 
=
 
v0
;
 
v
[
1
]
 
=
 
v1
;

}

void
 
decipher
 
(
unsigned
 
int
 
num_cycles
,
 
uint32_t
 
v
[
2
],
 
uint32_t
 
const
 
k
[
4
])
 
{

    
unsigned
 
int
 
i
;

    
const
 
uint32_t
 
delta
 
=
 
0x9E3779B9
;

    
uint32_t
 
v0
 
=
 
v
[
0
],
 
v1
 
=
 
v
[
1
],
 
sum
 
=
 
delta
 
*
 
num_cycles
;

    
for
 
(
i
=
0
;
 
i
 
<
 
num_cycles
;
 
i
++
)
 
{

        
v1
 
-=
 
(((
v0
 
<<
 
4
)
 
^
 
(
v0
 
>>
 
5
))
 
+
 
v0
)
 
^
 
(
sum
 
+
 
k
[(
sum
>>
11
)
 
&
 
3
]);

        
sum
 
-=
 
delta
;

        
v0
 
-=
 
(((
v1
 
<<
 
4
)
 
^
 
(
v1
 
>>
 
5
))
 
+
 
v1
)
 
^
 
(
sum
 
+
 
k
[
sum
 
&
 
3
]);

    
}

    
v
[
0
]
 
=
 
v0
;
 
v
[
1
]
 
=
 
v1
;

}

```

Die Adaptierung zur Originalimplementierung betreffend kleinere Randpunkte:
- Die Originalimplementierung verwendet die Typen unsigned long statt der 64-bit-tauglichen uint32_t Typen.
- Der Originalcode verwendete keine const Typen.
- Der Originalcode vermeidet redundante Klammerungen, was die Lesbarkeit des Codes reduziert.

## XXTEA
XXTEA oder Extended XTEA ist eine 1998 ebenfalls von Wheeler und Needham vorgestellte verbesserte Version von XTEA. Die Blockgröße ist variabel, ein Block besteht aus zwei oder mehr 32-Bit-Wörtern, und die Rundenzahl richtet sich nach der Blockgröße.

### Referenzimplementierung
David Wheeler und Roger Needham veröffentlichten folgenden Referenzcode für XXTEA:
```
  
#include
 
<stdint.h>

  
#define DELTA 0x9e3779b9

  
#define MX (((z>>5^y<<2) + (y>>3^z<<4)) ^ ((sum^y) + (key[(p&3)^e] ^ z)))

  

  
void
 
btea
(
uint32_t
 
*
v
,
 
int
 
n
,
 
uint32_t
 
const
 
key
[
4
])
 
{

    
uint32_t
 
y
,
 
z
,
 
sum
;

    
unsigned
 
p
,
 
rounds
,
 
e
;

    
if
 
(
n
 
>
 
1
)
 
{
          
/* Coding Part */

      
rounds
 
=
 
6
 
+
 
52
/
n
;

      
sum
 
=
 
0
;

      
z
 
=
 
v
[
n
-1
];

      
do
 
{

        
sum
 
+=
 
DELTA
;

        
e
 
=
 
(
sum
 
>>
 
2
)
 
&
 
3
;

        
for
 
(
p
=
0
;
 
p
<
n
-1
;
 
p
++
)
 
{

          
y
 
=
 
v
[
p
+
1
];
 

          
z
 
=
 
v
[
p
]
 
+=
 
MX
;

        
}

        
y
 
=
 
v
[
0
];

        
z
 
=
 
v
[
n
-1
]
 
+=
 
MX
;

      
}
 
while
 
(
--
rounds
);

    
}
 
else
 
if
 
(
n
 
<
 
-1
)
 
{
  
/* Decoding Part */

      
n
 
=
 
-
n
;

      
rounds
 
=
 
6
 
+
 
52
/
n
;

      
sum
 
=
 
rounds
*
DELTA
;

      
y
 
=
 
v
[
0
];

      
do
 
{

        
e
 
=
 
(
sum
 
>>
 
2
)
 
&
 
3
;

        
for
 
(
p
=
n
-1
;
 
p
>
0
;
 
p
--
)
 
{

          
z
 
=
 
v
[
p
-1
];

          
y
 
=
 
v
[
p
]
 
-=
 
MX
;

        
}

        
z
 
=
 
v
[
n
-1
];

        
y
 
=
 
v
[
0
]
 
-=
 
MX
;

        
sum
 
-=
 
DELTA
;

      
}
 
while
 
(
--
rounds
);

    
}

  
}

```

### Sicherheit
2010 veröffentlichte Elias Yarrkov einen Chosen Plaintext Angriff, der auf Differenzieller Kryptoanalyse beruht und mit 259 Versuchen erfolgreich ist.

### Anwendungen
XXTEA wird beispielsweise eingesetzt im Funkprotokoll des Kollisionswarngerätes FLARM sowie im ADS-L Standard. Eine wissenschaftliche Studie der ETH Zürich kam zu dem Ergebnis, dass es aus Sicht der Informationssicherheit keinen offensichtlichen Grund mehr für die Verschlüsselung gebe und FLARM nicht sicherer sei als andere bestehende Luftfahrtprotokolle, die von Anfang an ohne kryptographische Sicherheitsmaßnahmen entwickelt wurden. Analog gilt diese Schlussfolgerung auch für ADS-L.